# 詹姆斯·理查·普爾
詹姆斯·理查·「吉姆」·普爾（英語：James Richard "Jim" Poole，1932年2月6日—），是一位美國已退役男子羽球運動員，曾在1958年至1979年之間贏得國內和國際冠軍，並且是國家美式足球聯盟的一名官員。

## 簡歷
儘管吉姆·普爾直到二十多歲才開始專注於羽球運動，但他在高水準羽球領域的職業生涯非常長，在1960年代初期躋身世界領先的單打球員行列，並在1968年以36歲的「高齡」打進美國羽球公開賽和愛爾蘭羽球公開賽的決賽。他與左撇子唐納德·帕普合作男子雙打項目11個賽季，在1960年代末期和1970年代初期接近40歲時打出了職業生涯的最好成績。從普爾的第一個美國冠軍到最後一個美國冠軍，這21年的跨度是所有球員中最長的。普爾以出手準確、連貫及戰術精明而著稱，是贏得馬來亞公開賽單打冠軍（1961年）的僅有四個非亞洲人中的第一個。從1958年到1976年，他連續七次代表美國參加湯姆斯盃（男子國際團體賽），並在這些比賽中贏得了70％的賽事，其中包括三場跨區域比賽（會內賽，1958年、1961年、1967年）。1970年，他入選為美國羽球名人堂，現在更名為名人大道。
普爾也是聖地牙哥州立大學的籃球和棒球運動員，是贏得1955年泛美運動會籃球比賽金牌的美國代表隊成員。從1975年到1995年，他擔任國家美式足球聯盟的官員，身穿92號球衣，並在兩次超級盃擔任後場裁判。